# Яланський Володимир Ігорович
Яла́нський Володи́мир І́горович (нар. 7 січня 1983) — колишній український футболіст, що виступав на позиції захисника та півзахисника у низці українських професіональних футбольних клубів. Відомий виступами у складі юнацької збірної України, брав участь у юнацькому чемпіонаті Європи 2001 року. Після заверешення кар'єри гравця працював тренером аматорських колективів.

## Життєпис
Володимир Яланський — вихованець ДЮФШ «Динамо» (Київ). Протягом декількох років виступав за резервні команди киян, однак пробитися до основного складу Яланському не вдалося. В той же час залучався до ігор юнацької збірної України, у складі якої був учасником чемпіонату Європи 2001 року серед 18-річних. У 2002 році перейшов до складу інщого київського клубу — ЦСКА, де протягом декількох сезонів був одним з ключових гравців. У другій половині сезону 2007/08 поповнив лави «Оболоні», втім заграти у новій команді Володимиру так і не вдалося — за 2,5 сезони він провів всього 13 матчів. Після завершення професіональних виступів захищав кольори аматорських клубів «Ірпінь» (Гореничі), «Колос» (Музичі) та «Сокіл» (Михайлівка-Рубежівка).
Наприкінці 2011 року Володимир Яланський отримав тренерський диплом категорії «C», а наступного року очолив аматорський клуб з Київщини «Музичі».

## Досягнення
- Переможець першої ліги чемпіонату України (1): 2000/01
- Бронзовий призер першої ліги чемпіонату України (1): 2006/07
- Брав участь у чемпіонському (1999/2000) сезоні «Динамо-2», однак провів лише 1 матч, чого замало для отримання медалей
- Брав участь у «срібному» (2008/09) сезоні «Оболоні», однак провів лише 4 матчі, чого замало для отримання медалей